# Цванцигер, Елизавета Фёдоровна
Елизавета Фёдоровна Цванцигер (1846—1921) — русская певица (сопрано), музыкальный педагог.

## Биография
Родилась 1 июля (13 июля по новому стилю) 1846 года в Петербурге. По национальности — немка.
В 1869—1873 годах училась пению в Санкт-Петербургской консерватории в классе Генриетты Ниссен-Саломан. Окончив консерваторию, осталась в ней работать преподавательницей, с 1884 года — профессор.
Также преподавала на Музыкально-драматических курсах Е. Рапгофа.
Ученицами Елизаветы Цванцигер были Анна Бичурина, Альма Фострём, Мария Дейша-Сионицкая, Прасковья Веревкина, Данковская, Аделина Ухтомская, Лидия Звягина, Салме Канн.
Выступала как концертная певица.
Умерла в Петрограде.